# Young Artist Awards 2011
Die Young Artist Awards 2011 wurden von der Young Artist Foundation, einer 1979 gegründeten Non-Profit-Organisation, am 13. März 2011 im Sportsmen’s Lodge, einem Hotel in Studio City, Los Angeles, vergeben. Es ist die 32. Verleihung der Awards seit der ersten Verleihung im Jahre 1979. Die Auszeichnung wurde in insgesamt 44 Kategorien für herausragende Leistungen von jungen Schauspielern und Schauspielerinnen in den Bereichen Film, Fernsehen und Theater verliehen.

## Preisträger und Nominierte im Bereich Film

### Bester Hauptdarsteller in einem Spielfilm
- Jaden Smith – Karate Kid
  - Noah Ringer – Die Legende von Aang (The Last Airbender)
  - Zachary Gordon – Gregs Tagebuch – Von Idioten umzingelt! (Diary of a Wimpy Kid)
  - Eros Vlahos – Eine zauberhafte Nanny – Knall auf Fall in ein neues Abenteuer (Nanny McPhee and the Big Bang)

### Beste Hauptdarstellerin in einem Spielfilm
- Hailee Steinfeld – True Grit
  - Chloë Moretz – Kick-Ass
  - Delanie Armstrong – Lavanderia
  - Jennifer Lawrence – Winter’s Bone
  - Elle Fanning – Der Nussknacker (The Nutcracker in 3D)

### Beste Hauptdarstellerin in einem Spielfilm – zehn Jahre oder jünger
- Joey King – Schwesterherzen – Ramonas wilde Welt (Ramona and Beezus)
  - Bailee Madison – An Invisible Sign
  - Kiernan Shipka – Cats & Dogs: Die Rache der Kitty Kahlohr (Cats & Dogs: The Revenge of Kitty Galore)

### Bester Nebendarsteller in einem Spielfilm
- Billy Unger – Du schon wieder (You Again)
  - Robert Capron – Gregs Tagebuch – Von Idioten umzingelt! (Diary of a Wimpy Kid)
  - Alexander Conti – Fall 39 (Case 39)
  - Chase Ellison – Zahnfee auf Bewährung (Tooth Fairy)
  - Alex Ferris – Gregs Tagebuch – Von Idioten umzingelt! (Diary of a Wimpy Kid)
  - Quinton Lopez – Dark House
  - Dylan Minnette – Let Me In
  - Frankie McLaren – Hereafter – Das Leben danach (Hereafter)
  - George McLaren – Hereafter – Das Leben danach (Hereafter)

### Bester Nebendarsteller in einem Spielfilm – zehn Jahre oder jünger
- Colin Baiocchi – Meine Frau, unsere Kinder und ich (Little Fockers)
  - Chandler Canterbury – After.Life
  - Preston Bailey – The Crazies – Fürchte deinen Nächsten (The Crazies)
  - Michael William Arnold – My Name Is Khan (माय नेम इज़ ख़ान)
  - Ryan Ketzner – Verliebt und ausgeflippt (Flipped)

### Beste Nebendarstellerin in einem Spielfilm
- Diandra Newlin – Dreamkiller
- Stefanie Scott – Verliebt und ausgeflippt (Flipped)
  - Seychelle Gabriel – Die Legende von Aang (The Last Airbender)
  - Courtney Robinson – Dark House
  - Laine MacNeil – Gregs Tagebuch – Von Idioten umzingelt! (Diary of a Wimpy Kid)
  - Ada-Nicole Sanger – Kindsköpfe (Grown Ups)

### Beste Nebendarstellerin in einem Spielfilm – zehn Jahre oder jünger
- Melody B. Choi – Gunless
  - Faith Wladyka – Blue Valentine
  - Simone Lopez – Mütter und Töchter (Mother and Child)
  - Destiny Whitlock – Zahnfee auf Bewährung (Tooth Fairy)

### Beste Besetzung in einem Spielfilm
- Zachary Gordon, Robert Capron, Devon Bostick, Alex Ferris, Karan Brar, Chloë Moretz, Laine MacNeil und Grayson Russell – Gregs Tagebuch – Von Idioten umzingelt! (Diary of a Wimpy Kid)
  - Georgie Henley, Skander Keynes und Will Poulter – Die Chroniken von Narnia: Die Reise auf der Morgenröte (The Chronicles of Narnia: The Voyage of the Dawn Treader)
  - Kodi Smit-McPhee, Chloë Moretz, Dylan Minnette und Jimmy Jax Pinchak – Let Me In

### Beste Darstellung in einem internationalen Spielfilm
- Timur Odushev, Aserbaidschan – The Precinct
- Robert Naylor, Kanada – 10½
  - Denis Sukhomlinov, Russland – The Rowan Waltz (Рябиновый вальс)
  - Léo Legrand, Frankreich – Vertraute Fremde (Quartier Lointain)
  - Bill Skarsgård, Schweden – Im Weltraum gibt es keine Gefühle (I rymden finns inga känslor)
  - Roger Príncep, Spanien – Pájaros de papel
  - Keitumetse Matlabo, Niederlande – Tirza
  - Felipe Falanga, Brasilien – Lula, o Filho do Brasil

### Bester Schauspieler in einem Kurzfilm
- Andy Scott Harris – Alone
  - Tyler Shamy – World of Lines
  - Justin Tinucci – Stanley
  - Brennan Bailey – Adalyn
  - LJ Benet – The Legend of Beaver Dam
  - Brandon Tyler Russell – Wurm
  - Joey Luthman – Mad Dog and the Flyboy
  - Austin Coleman – Tent City

### Bester Schauspieler in einem Kurzfilm – zehn Jahre oder jünger
- Dawson Dunbar – Little Big Kid
  - Kyle Agnew – Suburban Superhero
  - Kai Kennedy – Birth Day
  - Matthew Jacob Wayne – Wurm

### Beste Schauspielerin in einem Kurzfilm
- Katlin Mastandrea – Make Believer
  - Rylie Beaty – Adalyn
  - Christina Robinson – Equestrian Sexual Response
  - Sydney Sweeney – Takeo

### Beste Schauspielerin in einem Kurzfilm – zehn Jahre oder jünger
- Kaitlin Cheung – The Perfect Gift for Flora
  - Chelsey Valentine – Birthday
  - Dalila Bela – Kid’s Court
  - Maggie Jones – The Party
  - Caitlin Carmichael – The Mis-Informant
  - Melody B. Choi – Kid’s Court
  - Ashley Switzer – One For You And One For Me
  - Ashley Nicole Greene – To Wander in Pandemonium

### Bester Schauspieler in einem DVD-Film
- Colin Ford – Jack and the Beanstalk
  - Randy Shelly – Kid Racer
  - Justin Marco – Kid Racer
  - Nic Puehse – Nic & Tristan Go Mega Dega
  - Tristan Puehse – Nic & Tristan Go Mega Dega

### Beste Schauspielerin in einem DVD-Film
- Dalila Bela – The Stranger
  - Isabella Astor – Kid Racer
  - Danielle Chuchran – You’re So Cupid!
  - Melody B. Choi – Santa Pfotes großes Weihnachtsabenteuer (The Search for Santa Paws)
  - Michelle LaBret – The Gold Retrievers
  - Caitlin EJ Meyer – You’re So Cupid!
  - Sierra Pitkin – The Traveller – Nobody Will Survive (The Traveller)

## Preisträger und Nominierte im Bereich Fernsehen

### Bester Hauptdarsteller in einem Fernsehfilm, Miniserie oder Special
- Brennan Bailey – The Dog Who Saved Christmas Vacation
  - Chase Ellison – Werwolf wider Willen (The Boy Who Cried Werewolf)
  - Michael Arnold – The Dog Who Saved Christmas Vacation
  - John Fleming – Cancel Christmas
  - Gage Munroe – Eine Vorweihnachtsgeschichte (The Night Before the Night Before Christmas)

### Beste Hauptdarstellerin in einem Fernsehfilm, Miniserie oder Special
- Mia Ford – Within
  - Victoria Justice – Werwolf wider Willen (The Boy Who Cried Werewolf)
  - Debby Ryan – Der 16. Wunsch (16 Wishes)
  - Madisen Beaty – Pregnancy Pact
  - Morgan Lily – Love’s Everlasting Courage

### Bester Nebendarsteller in einem Fernsehfilm, Miniserie oder Special
- Cainan Wiebe – Der 16. Wunsch (16 Wishes)
  - Alexander Conti – Harriet: Spionage aller Art (Harriet the Spy: Blog Wars)
  - Max Ehrich – Pregnancy Pact
  - Tate Berney – Farewell Mr. Kringle
  - Joey Pollari – Die Tochter von Avalon (Avalon High)
  - Ty Wood – Keep Your Head Up, Kid: The Don Cherry Story

### Beste Nebendarstellerin in einem Fernsehfilm, Miniserie oder Special
- Olivia Steele-Falconer – Die Liste (The Client List)
  - Chloe Madison – Amish Grace
  - Lauren Delfs – Las Tundas of the Valley
  - Kelly Heyer – Pregnancy Pact
  - Brianna Daguanno – The Santa Suit

### Bester Hauptdarsteller in einer Fernsehserie (Comedy oder Drama)
- Benjamin Stockham – Sons of Tucson
  - Jesse Camacho – Less Than Kind
  - Jacob Kraemer – Jared ’Coop’ Cooper – Highschoolanwalt (Overruled!)
  - Dylan Everett – Highschool Halleluja (Wingin’ it)
  - Jason Spevack – Dino Dan
  - Daniel Curtis Lee – Zeke und Luther (Zeke and Luther)

### Beste Hauptdarstellerin in einer Fernsehserie (Comedy oder Drama)
- Bella Thorne – Shake It Up – Tanzen ist alles (Shake It Up)
  - Ryan Newman – Zeke und Luther (Zeke and Luther)
  - Miranda Cosgrove – iCarly
  - Keke Palmer – True Jackson (True Jackson, VP)

### Bester Nebendarsteller in einer Fernsehserie (Comedy oder Drama)
- Coy Stewart – Are We There Yet?
  - Braeden Lemasters – Men of a Certain Age
  - Graham Phillips – Good Wife (The Good Wife)
  - Bradley Steven Perry – Meine Schwester Charlie (Good Luck Charlie)

### Beste Nebendarstellerin in einer Fernsehserie (Comedy oder Drama)
- Teala Dunn – Are We There Yet?
  - Brittany Curran – Men of a Certain Age
  - Hannah Hodson – Hawthorne
  - Kiernan Shipka – Mad Men
  - Kathryn Newton – Gary Unmarried
  - Makenzie Vega – Good Wife (The Good Wife)

### Bester Gastdarsteller in einer Fernsehserie – zwischen 18 und 21 Jahren
- Andrew Jenkins – Tower Prep
  - Hutch Dano – Law & Order: LA
  - Thomas Kasp – Big Time Rush
  - Austin Butler – The Defenders

### Bester Gastdarsteller in einer Fernsehserie – zwischen 14 und 17 Jahren
- Dylan Minnette – Medium – Nichts bleibt verborgen (Medium)
  - Gig Morton – Shattered
  - Joey Luthman – Ghost Whisperer – Stimmen aus dem Jenseits (Ghost Whisperer)
  - Ricardo Hoyos – Haven
  - Billy Unger – Criminal Minds
  - Sterling Beaumon – Ghost Whisperer – Stimmen aus dem Jenseits (Ghost Whisperer)
  - Brandon Soo Hoo – Community

### Bester Gastdarsteller in einer Fernsehserie – zwischen 11 und 13 Jahren
- Zayne Emory – Tripp’s Rockband (I’m in the Band)
- Aaron Refvem – CSI: NY
  - David Gore – Psych
  - David Burrus – Hannah Montana
  - Adom Osei – Supernatural
  - Michael Ketzner – Criminal Minds
  - Nathan Cheung – Untold Stories of the E.R.
  - Colin Ford – CSI: Miami

### Bester Gastdarsteller in einer Fernsehserie – zehn Jahre oder jünger
- Parker Contreras – The Middle
- Tucker Albrizzi – Meine Schwester Charlie (Good Luck Charlie)
  - Preston Bailey – Cold Case – Kein Opfer ist je vergessen (Cold Case)
  - Jacob Ewaniuk – Rookie Blue
  - Mason Cook – The Middle
  - Riley Thomas Stewart – How I Met Your Mother
  - Quinn Lord – Fringe – Grenzfälle des FBI (Fringe)

### Beste Gastdarstellerin in einer Fernsehserie – zwischen 16 und 21 Jahren
- Katlin Mastandrea – Criminal Minds
  - Erin Sanders – Big Time Rush
  - Katelyn Pacitto – Tripp’s Rockband (I’m in the Band)

### Beste Gastdarstellerin in einer Fernsehserie – zwischen 11 und 15 Jahren
- Madisen Beaty – Navy CIS (NCIS)
  - Ryan Newman – Meine Schwester Charlie (Good Luck Charlie)
  - Bella King – Smallville
  - Katherine Bralower – Primetime: What Would You Do?
  - Callie Thompson – Dr. House (House)
  - Sadie Calvano – Navy CIS (NCIS)
  - Kaitlyn Dever – Private Practice
  - Bella Thorne – Die Zauberer vom Waverly Place (Wizards of Waverly Place)
  - Madison Leisle – Criminal Minds
  - Kelly Heyer – The Middle
  - Sydney Sweeney – Chase

### Beste Gastdarstellerin in einer Fernsehserie – zehn Jahre oder jünger
- Samantha Bailey – Ghost Whisperer – Stimmen aus dem Jenseits (Ghost Whisperer)
  - Joey King – Ghost Whisperer – Stimmen aus dem Jenseits (Ghost Whisperer)
  - Olivia Steele-Falconer – Smallville
  - Sierra Pitkin – Fringe – Grenzfälle des FBI (Fringe)
  - Nikki Hahn – The Closer
  - Bobbie Prewitt – Chase
  - Sophia Ewaniuk – Flashpoint – Das Spezialkommando (Flashpoint)
  - Ashley Switzer – iCarly

### Bester wiederkehrende Schauspieler in einer Fernsehserie
- Brock Ciarlelli – The Middle
  - David Gore – Zeke und Luther (Zeke and Luther)
  - Dylan Minnette – Lost
  - Ricardo Hoyos – Dino Dan
  - Austin MacDonald – Living In Your Car
  - Quinton Lopez – The Closer
  - A.J. Saudin – Degrassi: The Next Generation

### Bester wiederkehrende Schauspieler in einer Fernsehserie – zehn Jahre oder jünger
- Connor Gibbs – Ghost Whisperer – Stimmen aus dem Jenseits (Ghost Whisperer)
  - Edward Sass III – The Daily Show
  - Preston Bailey – Dexter
  - Tucker Albrizzi – Big Time Rush
  - Drew Davis – Rookie Blue

### Beste wiederkehrende Schauspielerin in einer Fernsehserie – zwischen 17 und 21 Jahren
- Erin Sanders – Big Time Rush
  - Blaine Saunders – The Middle
  - Abigail Mavity – Zeke und Luther (Zeke and Luther)

### Beste wiederkehrende Schauspielerin in einer Fernsehserie – zwischen 11 und 16 Jahren
- Isabella Murad – Criminal Minds
  - Bella Thorne – Big Love
  - Christina Robinson – Dexter
  - Keana Bastidas – Dino Dan
  - Hannah Marks – FlashForward
  - Jaclyn Forbes – Dino Dan
  - Kelly Heyer – Raising Hope

### Beste wiederkehrende Schauspielerin in einer Fernsehserie – zehn Jahre oder jünger
- Mackenzie Aladjem – Nurse Jackie
  - Mary-Charles Jones – Hannah Montana
  - Sophia Ewaniuk – Happy Town
  - Sydney Kuhne – Dino Dan
  - Ava Allan – True Jackson (True Jackson, VP)
  - Hailey Sole – Private Practice

### Bester Schauspieler in einer Daytime-Fernsehserie
- Mick Hazen – Jung und Leidenschaftlich – Wie das Leben so spielt (As the World Turns)
  - Field Cate – Schatten der Leidenschaft (The Young and the Restless)
  - Dylan Patton – Zeit der Sehnsucht (Days of our Lives)

### Bester Schauspieler in einer Daytime-Fernsehserie – zwölf Jahre oder jünger
- Tate Berney – All My Children
  - Jake Vaughn – All My Children
  - Aaron Sanders – General Hospital

### Beste Schauspielerin in einer Daytime-Fernsehserie
- Lexi Ainsworth – General Hospital
  - Taylor Spreitler – Zeit der Sehnsucht (Days of our Lives)
  - Gabriela Rodriquez – Zeit der Sehnsucht (Days of our Lives)

### Beste Schauspielerin in einer Daytime-Fernsehserie – zwölf Jahre oder jünger
- Haley Pullos – Zeit der Sehnsucht (Days of our Lives)
  - Mackenzie Aladjem – All My Children
  - Danielle Parker – All My Children
  - Lauren Boles – Zeit der Sehnsucht (Days of our Lives)

### Herausragende Besetzung in einer Fernsehserie
- Jason Spevack, Sydney Kuhne, Isaac Durnford, Jaclyn Forbes und Ricardo Hoyos – Dino Dan
  - Rico Rodriguez, Nolan Gould und Ariel Winter – Modern Family
  - Bella Thorne, Zendaya, Davis Cleveland, Adam Irigoyen, Roshon Fegan, Caroline Sunshine und Kenton Duty – Shake It Up – Tanzen ist alles (Shake It Up)
  - Charlie McDermott, Eden Sher und Atticus Shaffer – The Middle

## Preisträger und Nominierte im Bereich Synchronisation und Theater

### Bester Synchronsprecher
- Regan Mizrahi – Dora (Dora the Explorer)
  - Jacob Ewaniuk – The Cat in the Hat Knows a Lot About That!
  - Dallas Jokic – Babar und die Abenteuer von Badou (Babar and the Adventures of Badou)

### Beste Synchronsprecherin
- Jordan Van Vranken – Chadam
  - Erika-Shaye Gair – Dinosaur Train
  - Alexa Torrington – The Cat in the Hat Knows a Lot About That!

### Bester Schauspieler in einem Theaterstück
- Alphonso Romero Jones II – Sick
  - Quinton Lopez – The Addams Family
  - Adam Riegler – Der König der Löwen
  - Marquis Kofi Rodriquez – Der König der Löwen

### Beste Schauspielerin in einem Theaterstück
- Eden Sanaa Duncan Smith – August Wilson’s Fences
- Evie Louise Thompson – Yellow
  - Rebecca Simpson Wallack – Peter Pan
  - Melody Hollis – Annie
  - Jolie Vanier – Nifty-Fifties